# Midlife: A Beginner's Guide to Blur
Midlife: A Beginner's Guide to Blur é um álbum de grandes êxitos da banda britânica de rock Blur, lançado em julho de 2009.
O disco foi lançado no ano de reunião da banda e é a segunda coletânea do gênero, dando continuidade a Blur: The Best of (2000).

## Faixas
Disco 1
1. "Beetlebum" (de Blur) – 5:04
2. "Girls & Boys" [Single Edit] (de Parklife) – 4:19
3. "For Tomorrow" [Visit to Primrose Hill Extended Version] (de Modern Life Is Rubbish) – 6:00
4. "Coffee & TV" [Single Edit] (de 13) – 5:19
5. "Out of Time" (de Think Tank) – 3:52
6. "Blue Jeans" (de Modern Life Is Rubbish) – 3:53
7. "Song 2" (de Blur) – 2:02
8. "Bugman" (de 13) – 4:51
9. "He Thought of Cars" (de The Great Escape) – 4:16
10. "Death of a Party" [7" Remix] (de Blur) – 4:15
11. "The Universal" (de The Great Escape) – 3:59
12. "Sing" (de Leisure) – 6:01
13. "This Is a Low" (de Parklife) – 5:00

Disco 2
1. "Tender" (de 13) – 7:42
2. "She's So High" [7" Edit] (de Leisure) – 3:50
3. "Chemical World" [Single Edit] (de Modern Life Is Rubbish) – 3:53
4. "Good Song" (de Think Tank) – 3:06
5. "Parklife" (de Parklife) – 3:07
6. "Advert" (de Modern Life Is Rubbish) – 3:44
7. "Popscene" (do single Popscene) – 3:15
8. "Stereotypes" (de The Great Escape) – 3:11
9. "Trimm Trabb" (de 13) – 5:37
10. "Badhead" (de Parklife) – 3:28
11. "Strange News de Another Star" (de Blur) – 4:03
12. "Battery in Your Leg" (de Think Tank) – 3:20